# Château de Kouskovo
Le château de Kouskovo (en russe : Кусково) est un château des environs de Moscou, ancienne résidence d'été des comtes Chérémétiev construit au milieu du XVIIIe siècle. Il fait partie maintenant du district-est de la municipalité de Moscou. Il est entouré d'un jardin à la française qui lui vaut le surnom de Versailles moscovite. Ce parc de 300 hectares est l'un des lieux de promenade favoris des habitants de la capitale russe.

## Historique

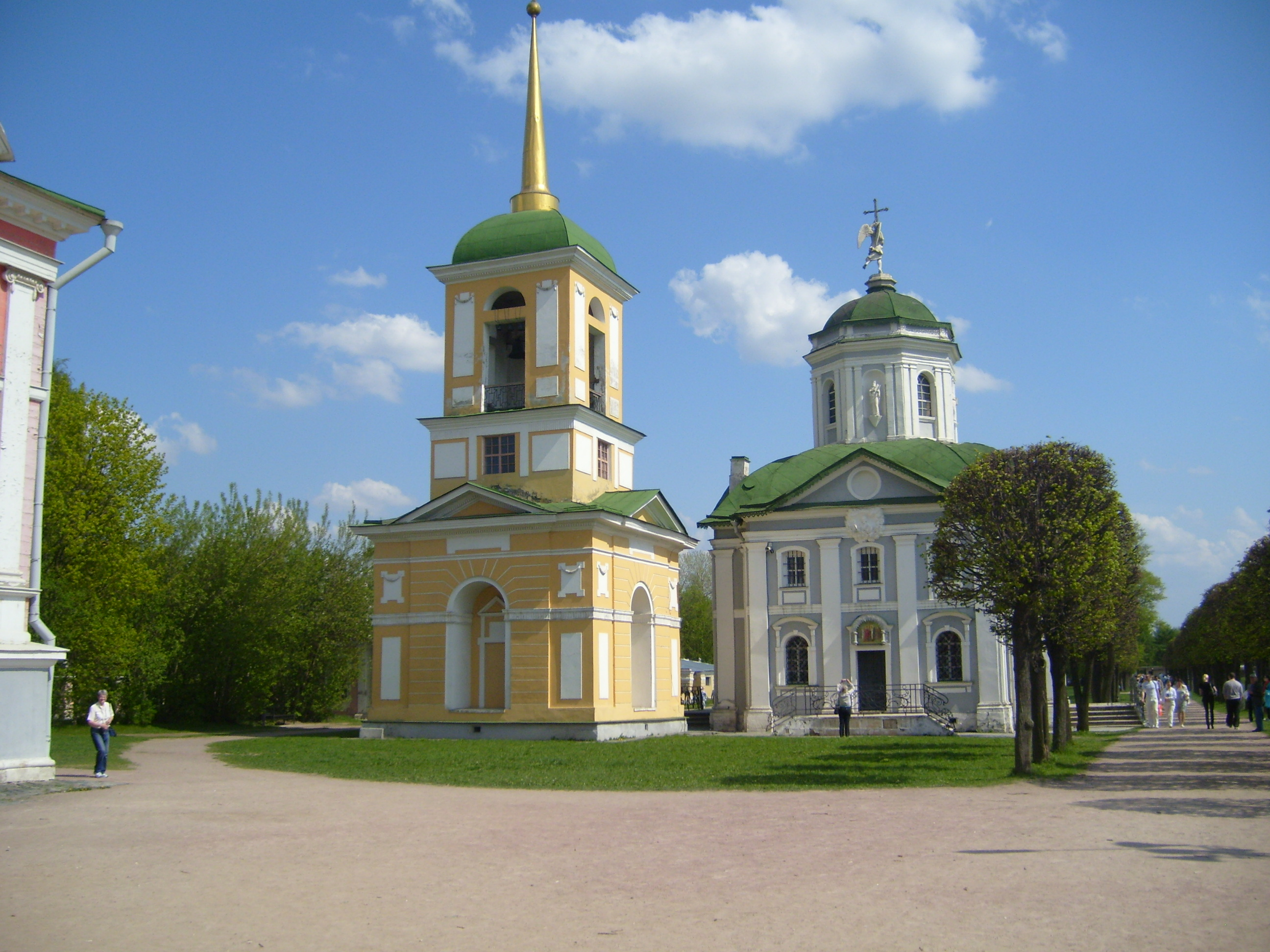
Vue de l'église de Kouskovo

Le château datant de 1777 a la particularité d'être entièrement construit en bois recouvert de plâtre peint en rose et blanc imitant la pierre. Le portique classique central est orné du blason de la famille Cheremetiev sur son fronton. Une petite église de style baroque pétrinien, l'église du Saint-Sauveur, construite entre 1737 et 1739 avec un clocher néoclassique datant de 1792 se situe à l'entrée de la cour d'honneur.
Le domaine de Kouskovo appartient aux Chérémétiev depuis le XVIe et au XVIIIe siècle au comte Boris Chérémétiev (1652-1719), immensément riche, diplomate et maréchal-de-camp pendant la Guerre du Nord qui s'illustra à la bataille de Poltava et qui acheta le domaine à son frère en 1715. Son fils Pierre (1713-1787) en hérite en 1719. Plus tard, encore plus fortuné que son père, il fait bâtir un somptueux palais à Saint-Pétersbourg sur la Fontanka et commence à transformer les lieux à partir des années 1750. Il remplace ainsi le petit manoir de Kouskovo à partir de 1769. Il apprécie ce domaine à moins d'une journée de voyage de l'ancienne capitale de la Russie impériale, où il peut se consacrer à sa passion du théâtre, grâce au théâtre construit pour sa troupe de serfs. Son fils Nicolas partage aussi cette passion et provoque d'ailleurs le scandale en se mariant avec l'une des comédiennes de sa compagnie personnelle. Le comte ne reçoit pas d'invités pour y passer des séjours, d'où l'absence de chambres d'invités. Il donne en revanche de fastueuses réceptions, où il invite des passionnés d'art comme lui.
Le comte s'intéresse au domaine à partir des années 1730. Il fait d'abord construire entre 1749 et 1751 un pavillon hollandais dont les plans sont confiés à l'architecte Kologrivov, puis agrandir l'étang en un lac relié par des canaux, tandis que le parc est aménagé à la française avec une grotte et un belvédère. C'est le jeune architecte serf Fiodor Argounov qui poursuit l'œuvre de Kologrivov à sa mort en 1754 et commence à construire le château actuel en pur style classique. Mais, occupé à la construction du palais de la Fontanka, il laisse la place à Karl Blank pour achever le chantier. La façade est dessinée par le Français Charles De Wailly en 1774, après un voyage à Paris et à Versailles d'un des fils du comte.
Les vingt-six pièces du château sont faites uniquement pour les réceptions. Il pouvait recevoir jusqu'à vingt-cinq mille personnes dans le parc et donner de grands spectacles nautiques. La Grande Catherine fut invitée en 1775 et un obélisque rappelle cet événement dans le parc.
Les descendants du comte délaissent le domaine qui est lui-même endommagé pendant la campagne de Russie de Napoléon en 1812. Le théâtre avec ses jeux de poulies est abandonné dans les années 1830. L'immense domaine est loti en partie après l'abolition du servage en 1861 et une grande partie du mobilier est déménagé dans les autres demeures de la famille à Moscou et à Saint-Pétersbourg.
Le domaine est nationalisé après la révolution de 1917. Le château abrite un petit musée d'histoire naturelle après 1919, puis en 1929 un musée de la porcelaine montrant les anciennes collections d'Alexeï Morozov, et d'autres riches négociants comme Zoubalov ou Botkine. Le musée est nommé musée des céramiques en 1932.

## Le château

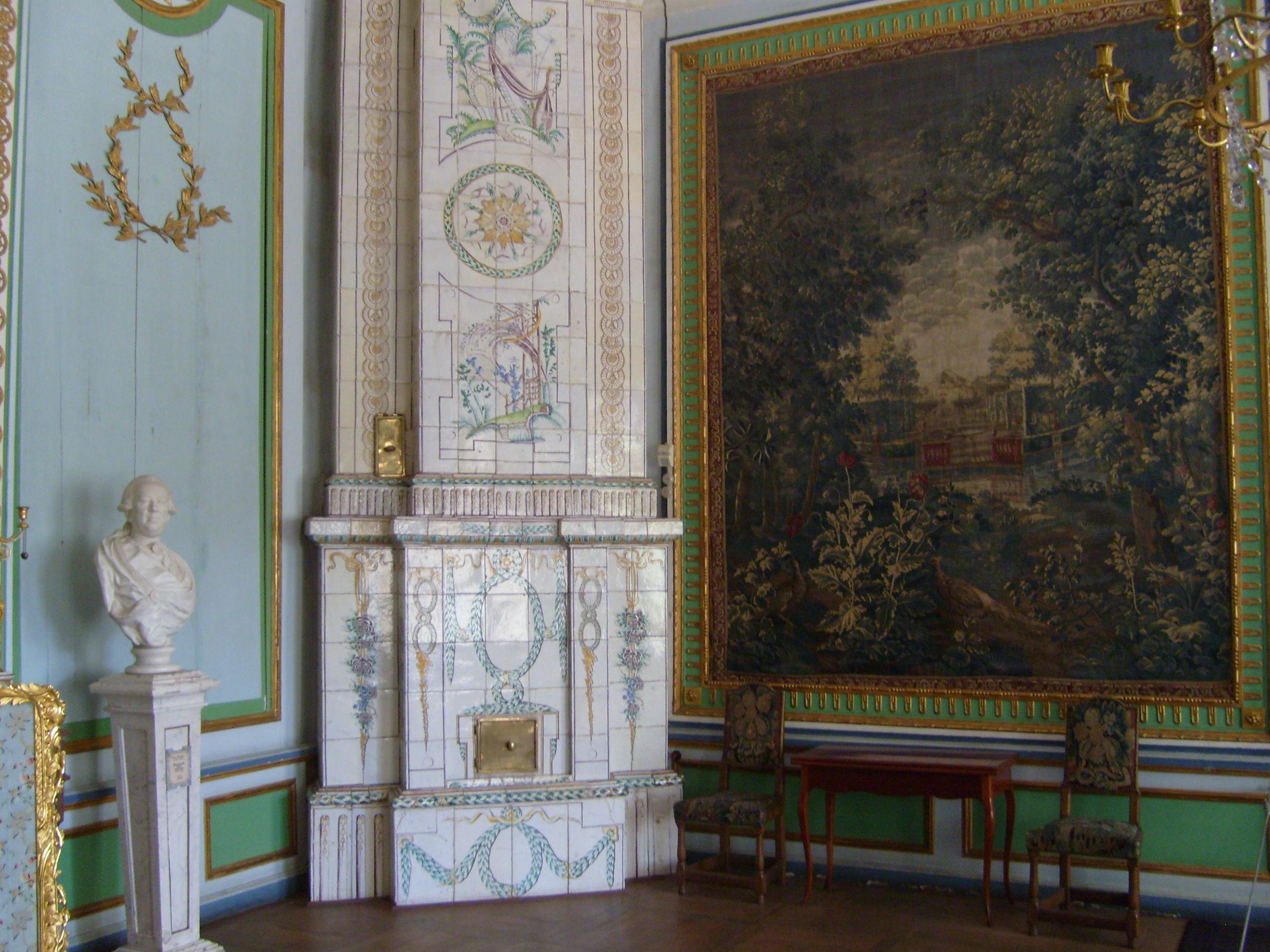
Le salon des tapisseries

Le château néoclassique est orné d'un portique à six colonnes auquel on accède par une rampe permettant aux carrosses, souvent tirés en grand équipage de huit chevaux, de faire entrer les hôtes.
Le rez-de-chaussée comprend douze salons et deux petits appartements. Le vestibule est recouvert de plâtre imitant le marbre avec des vasques de Johannes Justus. Le grand salon comprend un poêle à la russe en faïence et une cheminée à l'occidentale; le salon des tapisseries est décoré de tapisseries flamandes du XVIIe siècle montrant des scènes de jardin, tandis que les fenêtres ouvrent sur le parc; la chambre d'honneur était utilisée uniquement comme pièce de réception; le cabinet du comte est décoré de boiseries hollandaises; le salon des portraits est orné de portraits de famille et de tableaux de maîtres français du XVIIIe siècle; la salle de bal blanc et or, la plus grande, est recouverte de miroirs; la salle de billard inclut un billard anglais du XVIIIe siècle et enfin la salle à manger comprend des fresques et tableaux illustrant la gloire des Chérémétiev.

## Le parc

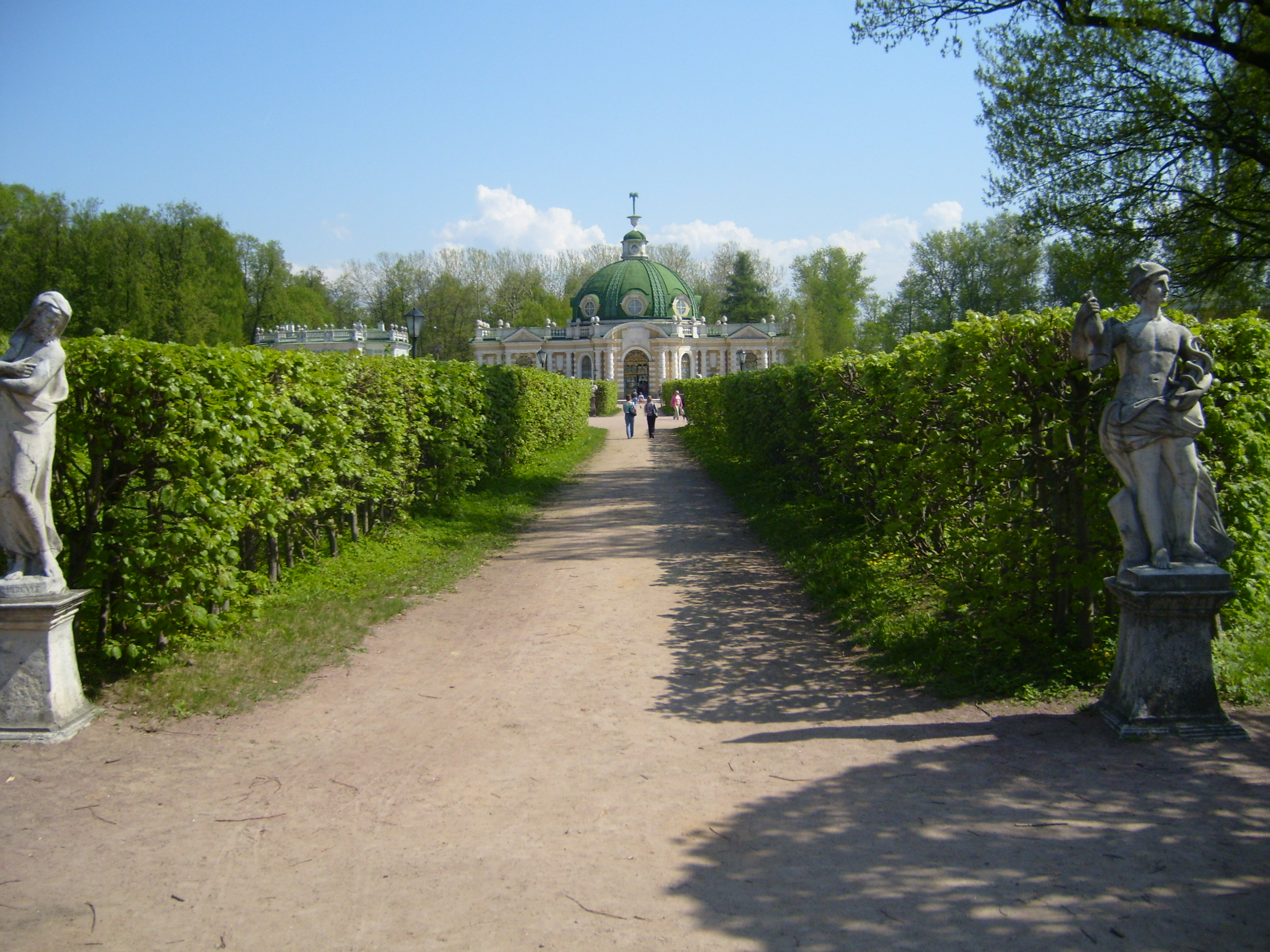
La Grotte de Kouskovo

Le parc à la française, élaboré entre 1750 et 1780, est rythmé par huit allées principales qui partagent les parterres de fleurs et les haies taillées en diagonale ou à angle droit. Il est orné de statues et de pavillons, ainsi que de bacs d'orangers et de myrthe taillés en cônes. Les allées convergent vers le pavillon de l'Ermitage, où le comte aimait à demeurer. Il ne se rendait en effet que le dimanche, les jours de fête et aux grandes occasions au château.
Un jardin anglais avec des bosquets, des prairies et des pelouses conformément au goût de l'époque a été créé au nord du jardin, mais il n'existe plus.
La grotte avec un dôme, placée près du lac et construite par Argounov entre 1755 et 1761, représente le monde de Neptune. Les niches abritaient les statues de Jupiter, Junon, Vénus, Diane, Cérès et Flore. Les fenêtres sont recouvertes de grilles imitant des algues et l'intérieur rend un effet de coquillages (1771-1775).

## Le pavillon hollandais

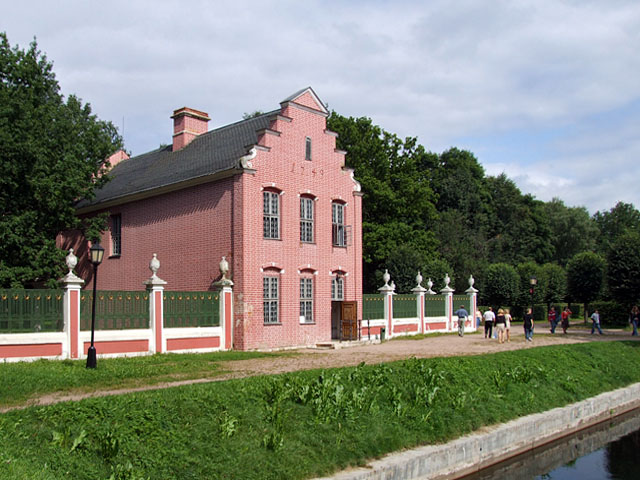
Vue du pavillon hollandais

Le pavillon hollandais, près d'un étang, est le premier bâtiment construit pour le comte. Il est fait de briques à la flamande. Il abritait une cuisine au rez-de-chaussée et il est recouvert du sol au plafond de carreaux de Delft. L'étage est aussi décoré de carreaux de Delft avec un mobilier hollandais des plus simples.

## L'orangerie

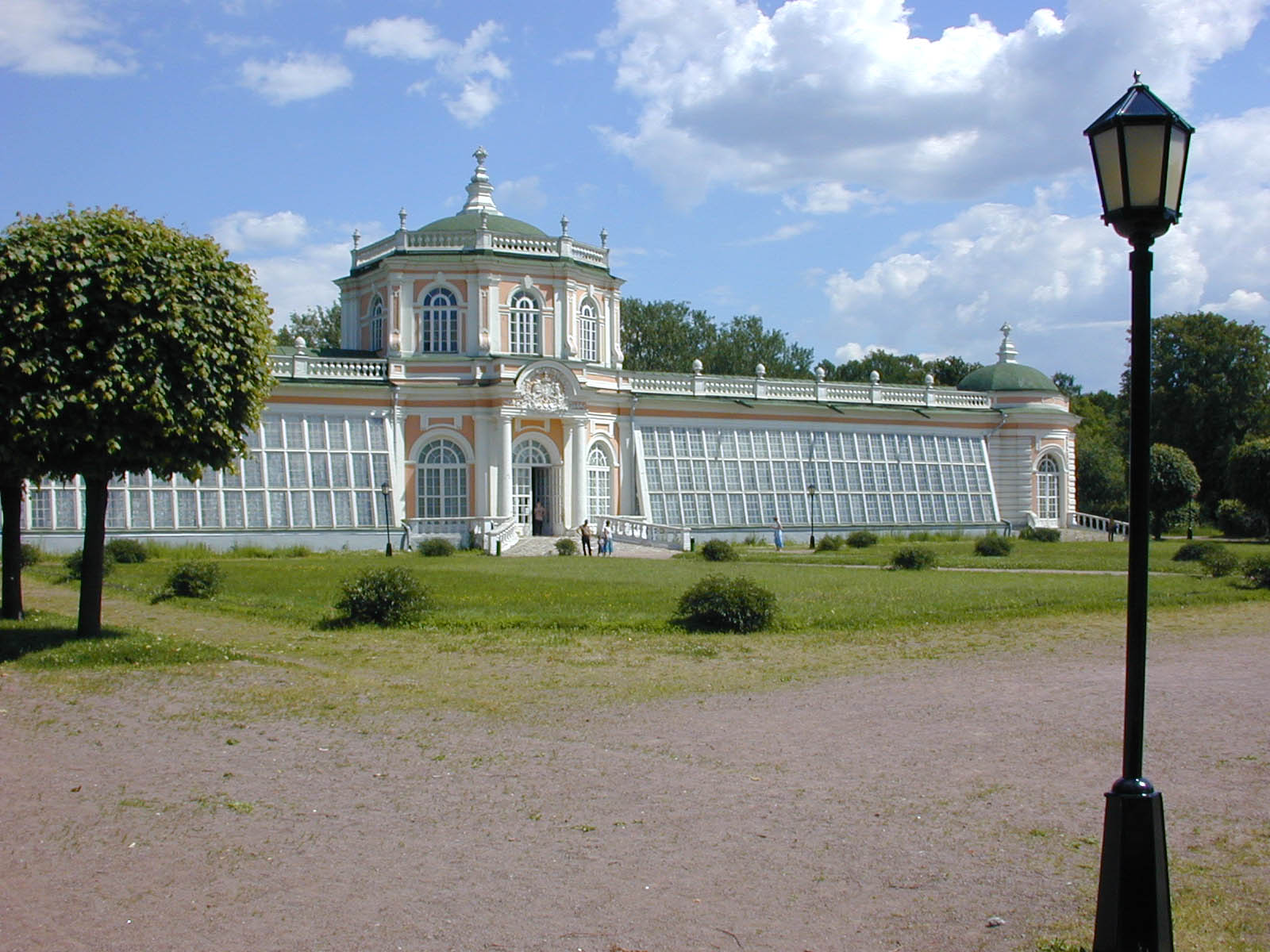
Vue de l'orangerie

L'orangerie (1761-1764) construite par Argounov n'abritait des orangers, des citronniers, et autres agrumes qu'à la belle saison, car ils étaient cultivés dans des serres, au fond du jardin. Elle servait plutôt de grande salle de banquet d'été. Elle est devenue une salle d'exposition du musée de porcelaine dans les années 1960 et recueille l'une des plus belles collections européennes.

## Le musée des céramiques
Outre les collections précitées, le musée rassemble des porcelaines issues de la collection de l'impératrice Alexandra, épouse de Nicolas II, et de celles provenant d'anciennes demeures aristocratiques. On y trouve :
- La section allemande, avec des pièces venant de Saxe, de Meissen, etc. du XVIIIe et du XIXe siècle
- La section anglaise, avec notamment des porcelaines provenant de Chelsea et de la fabrique de Wedgwood
- La section française, avec des pièces de la manufacture de Sèvres du XVIIIe et du XIXe siècle. Le clou de cette partie est le service à l'égyptienne datant de 1804-1806 après la campagne d'Égypte offert par Napoléon Bonaparte en 1807 à Alexandre Ier, au moment des entretiens de Tilsit.
- La section danoise, avec des pièces du XVIIIe et du XIXe siècle
- La section russe et soviétique, rassemblant des pièces des XVIIIe et XIXe siècles. Les collections de l'ère soviétique sont particulièrement originales, surtout celles de la période constructiviste.

## Galerie

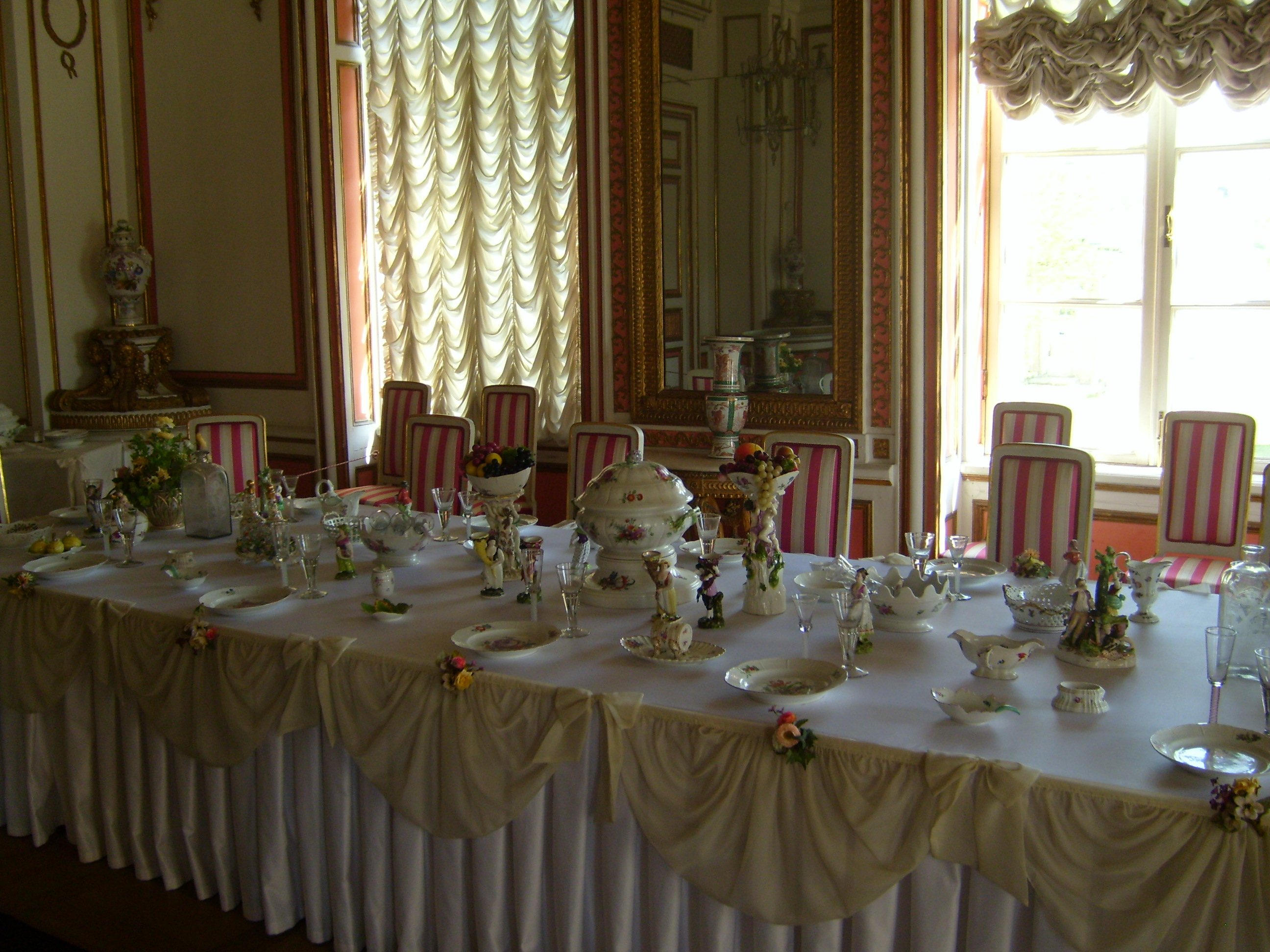
La salle à manger du château
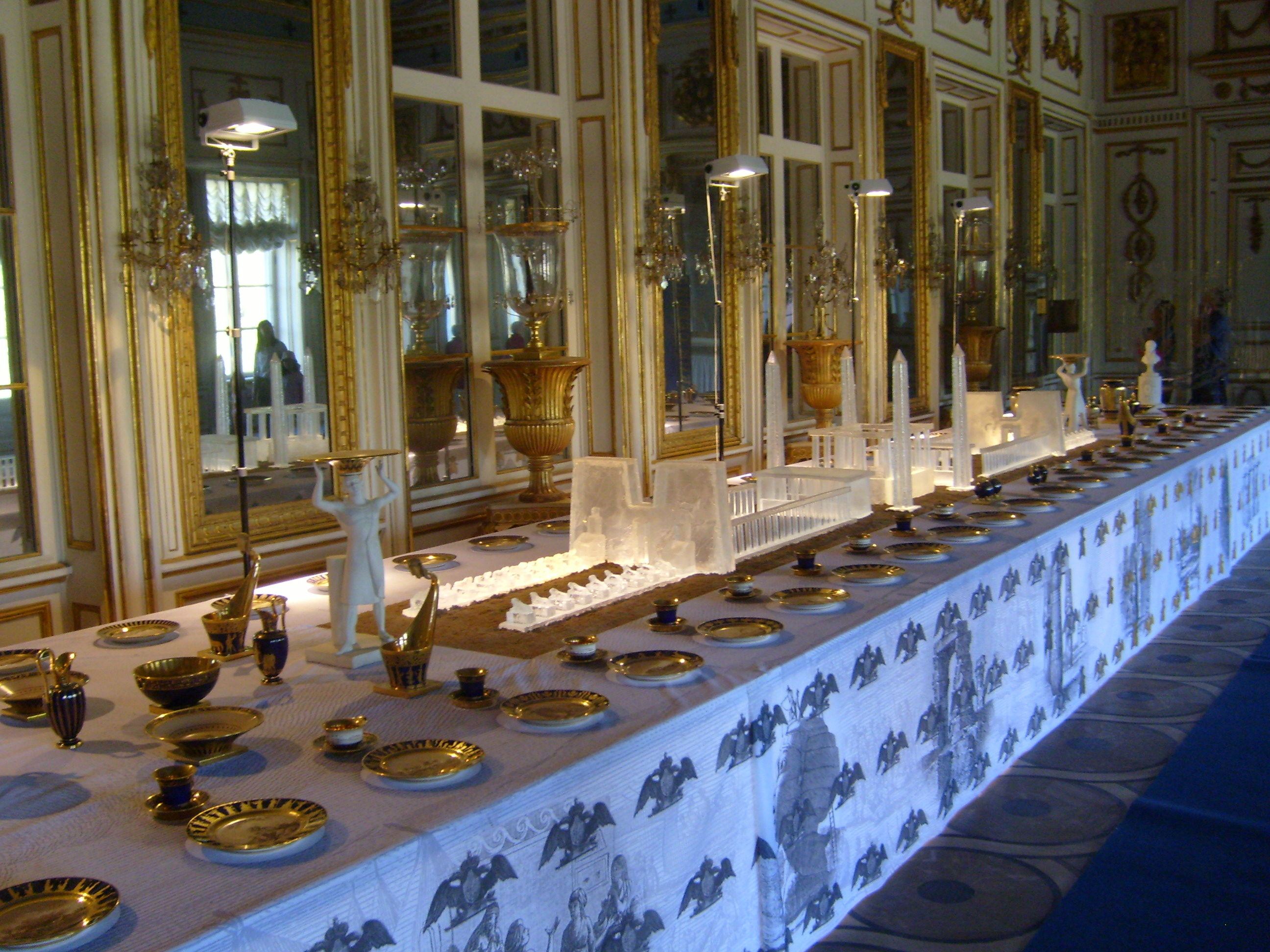
Le service égyptien (Manufacture de Sèvres, 1807) exposé dans la salle de bal
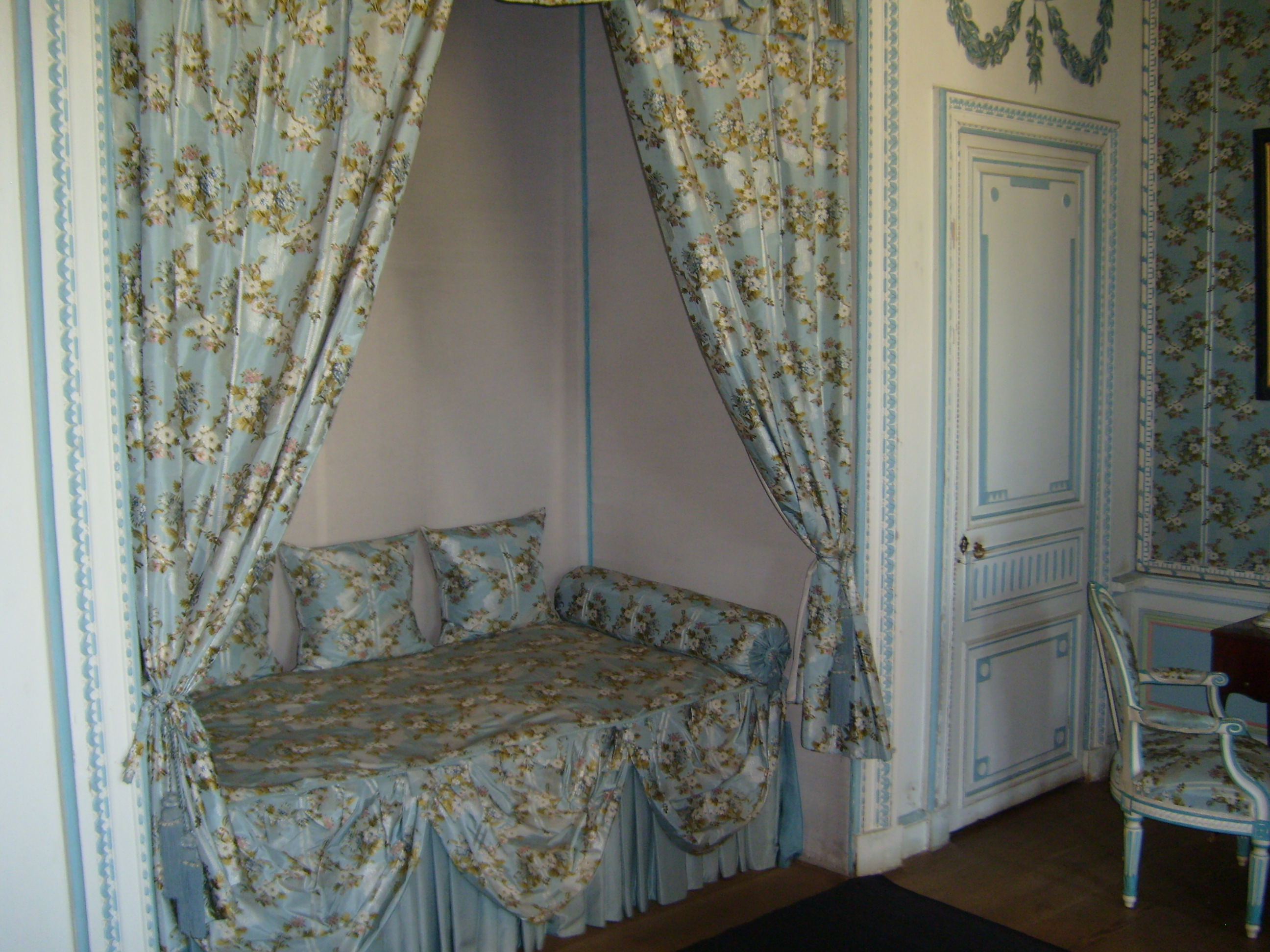
Chambre à coucher du petit appartement
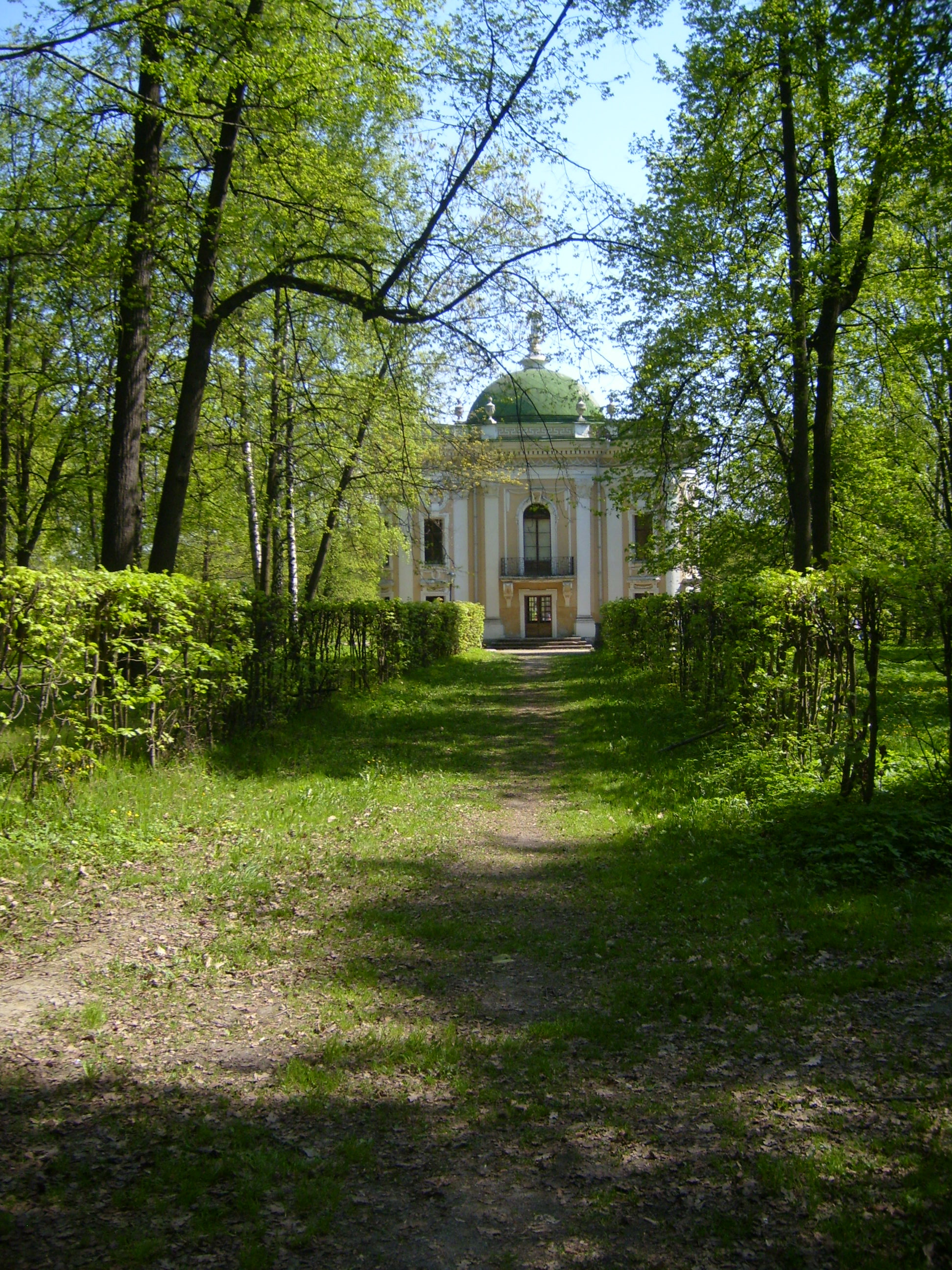
Le pavillon de l'Ermitage

## Autres bâtiments

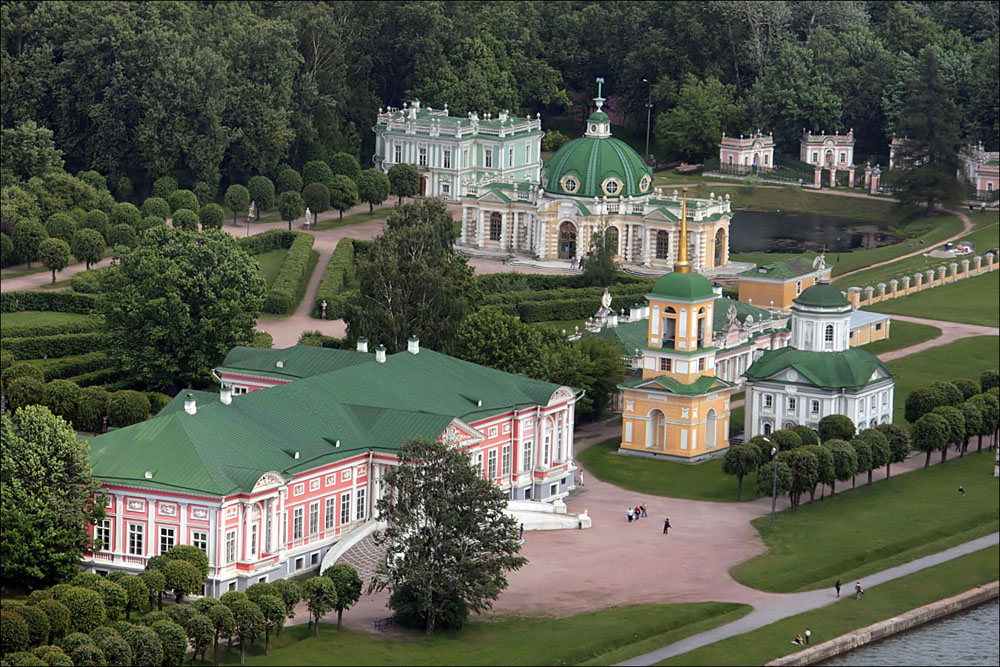
Vue aérienne de Kouskovo

Outre les bâtiments précités, le domaine comprend une volière (reconstitution), une ménagerie (reconstitution), une aile des cuisines (1756-1757), une remise pour les voitures à cheval (seconde moitié du XIXe siècle), une seconde orangerie, dite orangerie américaine (reconstitution), le pavillon suisse, la maison de l'intendant, et enfin le pavillon italien (1755), construit pour les réceptions intimes selon les plans de Kologrivov avant sa mort. Il s'inspire du classicisme romain. Le pavillon recueillait d'autres collections du comte, avec un cabinet de curiosité typique du XVIIIe siècle. Il rassemble aujourd'hui diverses œuvres d'art.

## Bibliographie

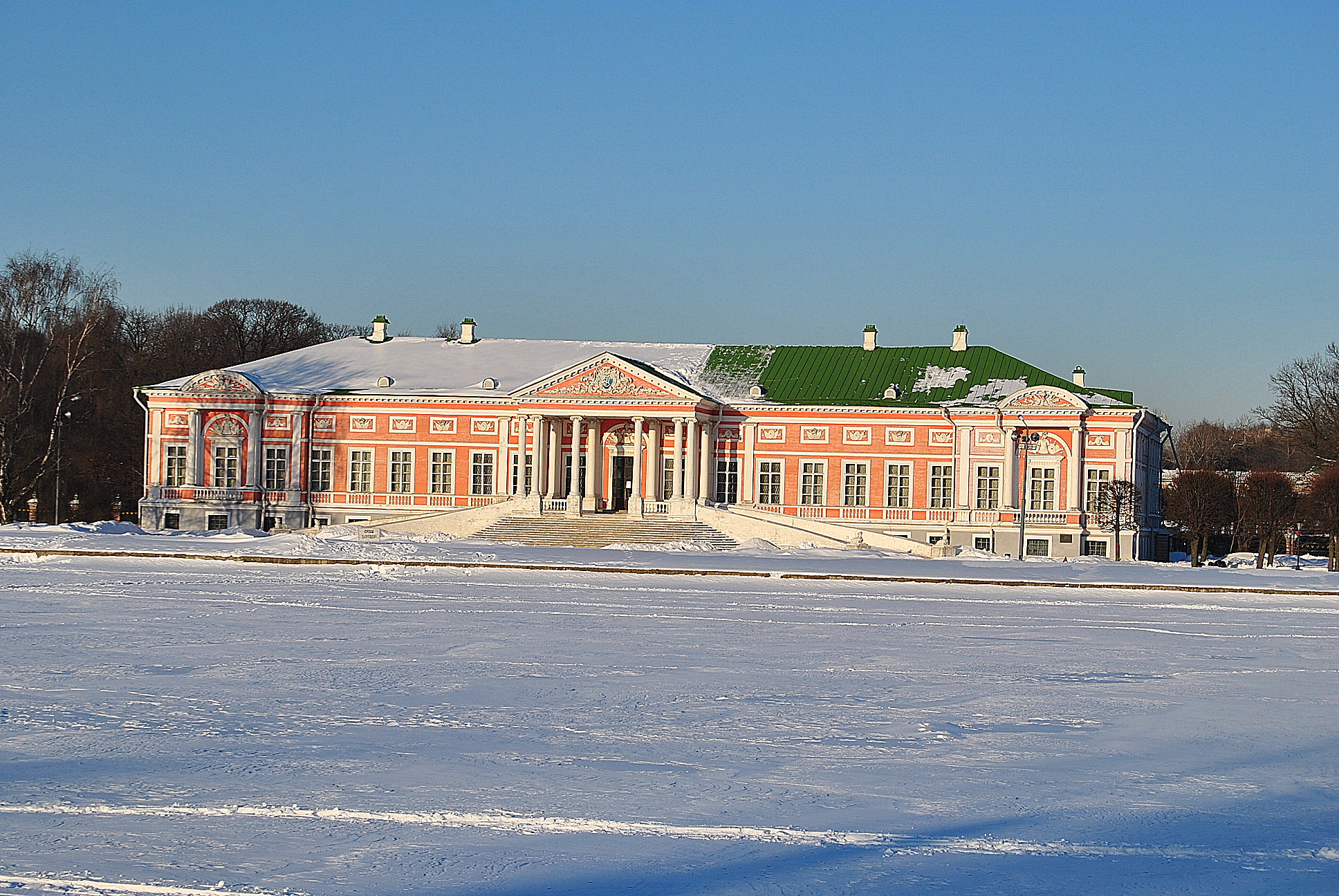
Le château en hiver au bord du lac gelé